# أورورا دان
أورورا دان (بالرومانية: Aurora Dan) هي مبارزة بالسيف رومانية، ولدت في 5 أكتوبر 1955 في بوخارست في رومانيا.

## وصلات خارجية
- أورورا دان على موقع أوليمبيديا (الإنجليزية)